# Краснянская, Ирина Васильевна
Ири́на Васи́льевна Красня́нская (укр. Краснянська Ірина Василівна; род. 19 ноября 1987, Вологда, РСФСР, СССР) — российская гимнастка. Чемпионка мира 2006 года. Заслуженный мастер спорта по спортивной гимнастике.

## Биография
Родилась 19 ноября 1987 года в Вологде. Спортивной гимнастикой начала заниматься в 5 лет. Окончила Черкасскую СШ № 15.
Впервые приняла участие в международных соревнованиях в 1997 году. Первый тренер Алла Красовская (Черкассы, клуб «Спартак»). Тренер — Инна Коробчинская (член спортивного клуба «Биола»).
В 2009 году окончила Харьковскую академию физической культуры и спорта по специальности — «Тренер по спортивной гимнастике, учитель физкультуры». С 2009 года работала в должности тренера-преподавателя по хореографии в комплексной детской юношеской спортивной школе «Спартак», г. Черкассы.
Депутат Черкасского областного совета VI созыва от Партии регионов. Решением Черкасского областного совета от 26.04.2013 № 22-32/VI досрочно оставила свои полномочия депутата на основании личного заявления.

## Спортивные достижения
Многократная Чемпионка Украины, обладательница Кубка Украины по спортивной гимнастике. Заслуженный мастер спорта.
- 2003 год — финалистка Чемпионата мира, Анахайм, США (брусья, бревно).
- 2004 год — серебряный призер (командное соревнование) и бронзовый призер (брусья) Чемпионата Европы, Амстердама, Нидерландов, участница Олимпийских игр в Афинах.
- 2006 год — чемпионка мира в упражнениях на бревне в Орхусе, Дании.
- 2008 год — участница Олимпийских игр в Пекине.

Именем Краснянской назван элемент категории D на брусьях, который она впервые исполнила на Чемпионате мира в Орхусе.